# Benjamin Robbins Curtis

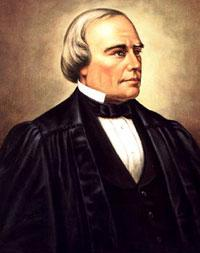
Benjamin Robbins Curtis

Benjamin Robbins Curtis (* 4. November 1809 in Watertown, Massachusetts; † 15. September 1874 in Newport) war ein amerikanischer Jurist und Richter am Obersten Gerichtshof der Vereinigten Staaten. Er gab im Fall Dred Scott v. Sandford ein Sondervotum ab und trat aus Protest gegen das von ihm moralisch abgelehnte Urteil der Mehrheit unter Roger B. Taney vom Amt zurück.

## Familie und Ausbildung
Als Sohn von Lois Ribbins und Benjamin Curtis, einem Frachtschiffkapitän, wurde Curtis in einfache Verhältnisse geboren. Er besuchte die öffentliche Schule in Newton und wechselte dann zum Studium der Rechtswissenschaften an die Harvard University. Dort fiel er bereits in seinem ersten Studienjahr durch den Gewinn eines Schreibwettbewerbs auf. Während seines Studiums war Curtis Mitglied der Studentenverbindung Phi Beta Kappa. Er wurde von Joseph Story und John Hooker Ashmun unterrichtet. Sein Studium an der Harvard Law School schloss Curtis 1831 ab und erhielt 1832 seine Anwaltszulassung.

## Curtis als Anwalt und Richter
1834 zog Curtis nach Boston und arbeitete dort als Anwalt. 1849 wurde er zum Richter am Obersten Gerichtshof von Massachusetts ernannt. Er galt aufgrund seiner Argumentationsfähigkeit und Überzeugungskraft als einer der führenden Köpfe der Advokatur des Staates Massachusetts. Er war zudem Mitglied der Whig Party.
Auf Vorschlag Daniel Websters nominierte Präsident Millard Fillmore Curtis am 22. September 1851 als Richter am Obersten Gerichtshof der Vereinigten Staaten. Damit war er der erste Richter am Obersten Gerichtshof, der einen juristischen Hochschulabschluss hatte. 1854 wurde Curtis in die American Academy of Arts and Sciences gewählt.
Während seiner Amtszeit am Obersten Gerichtshof verfasste Curtis unter anderem die Entscheidung im Fall Cooley v. Board of Wardens, die als grundlegende Entscheidung zur Auslegung des Commerce Clause der Verfassung der Vereinigten Staaten gilt und bis in die heutige Zeit fortwirkt. Als einer von nur zwei Richtern schloss sich Curtis im Fall Dred Scott v. Sandford nicht der Mehrheit an, die dem Sklaven Dred Scott die Freilassung versagte. Als Folge dieses Falles trat Curtis 1857 aus Verbitterung über das Ergebnis von seinem Amt zurück.
Nach seinem Rückzug vom Obersten Gerichtshof baute Curtis in Boston eine erfolgreiche Anwaltskanzlei auf. So trat er im Amtsenthebungsverfahren gegen Andrew Johnson als dessen Hauptverteidiger auf und verhandelte zahlreiche Fälle vor dem Obersten Gerichtshof. Sein Jahreseinkommen betrug 1874 $650.000 – hundert Mal mehr als er noch 1857 am Supreme Court verdient hatte. Das Angebot Johnsons, den Posten des Attorney General zu übernehmen, lehnte er ab. Eine Kandidatur zum Senat der Vereinigten Staaten scheiterte 1874.